# Kurt Göhler
Kurt Göhler (* 28. Februar 1922 in Großvoigtsberg; † 9. Januar 1988 in Freiberg) war ein deutscher Politiker und Funktionär der DDR-Blockpartei DBD. 
Göhler war der Sohn einer Arbeiterfamilie. Als Brigadier war er Mitglied der LPG „Thomas Müntzer“ in Niederbobritzsch und Kreisvorsitzender der DBD in Freiberg. Von 1963 bis 1967 war er Mitglied der Volkskammer der DDR.